# Península de Azuero
La península de Azuero es la península de mayor tamaño de la República de Panamá y la más meridional de América Central. Está rodeada por el océano Pacífico al sur, al occidente por el golfo de Montijo y por el golfo de Panamá al oriente. Comprende la totalidad de las provincias de Herrera y Los Santos, y la parte suroriente de la provincia de Veraguas, en la República de Panamá.

## Toponimia

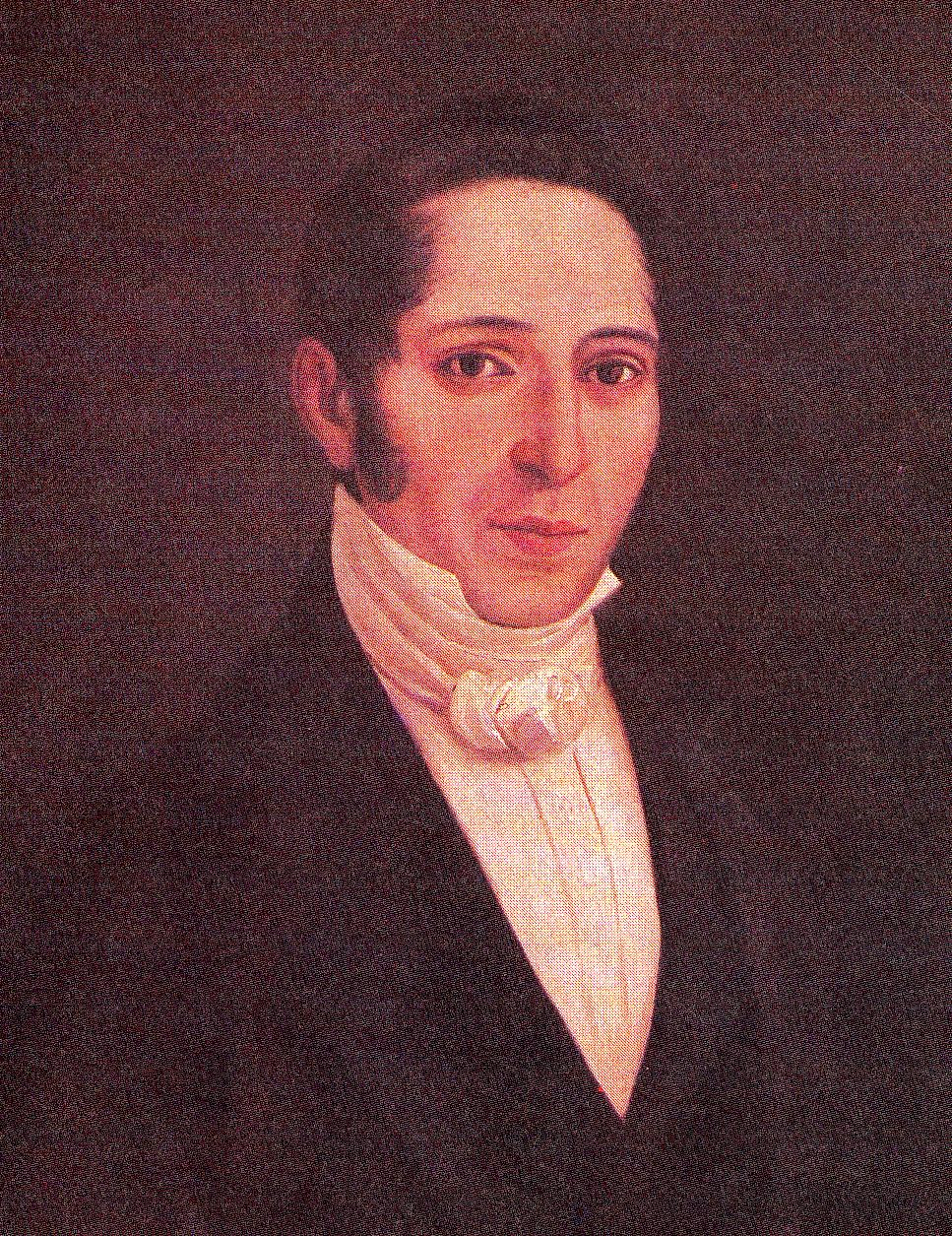
Vicente Azuero Plata.

Debido a que Panamá en el siglo XIX formaba parte de la República de la Nueva Granada, esta península, adepta al liberalismo patriótico de aquellos momentos, recibió el nombre en memoria de Vicente Azuero, catedrático y político colombiano, que militó en las filas del liberalismo colombiano, y que falleciera en 1844. Fue además el nombre de una provincia istmeña en la República de la Nueva Granada (provincia de Azuero) del 8 de abril de 1850, al 9 de marzo de 1855.

## Geografía

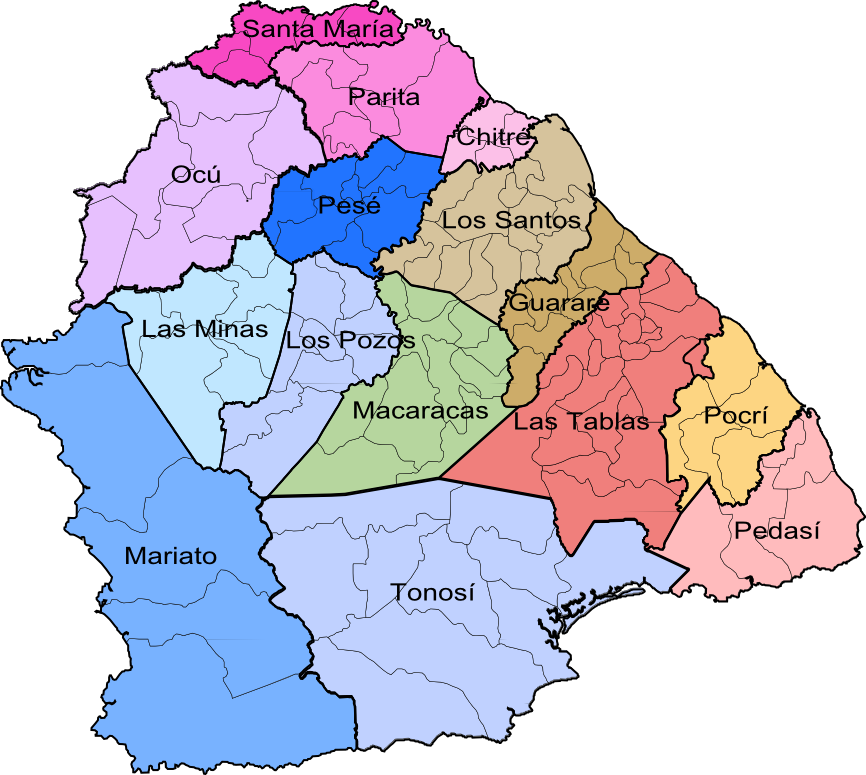
Mapa de los distritos de la península de Azuero.

### Ubicación
La península conforma el sector más ancho de Panamá, país caracterizado por su estrechez geográfica. 
Se ubica al sur de la parte central de su territorio; limita al norte con la cordillera Central, correspondiente a las provincias de Veraguas y Coclé, al sur con el océano Pacífico, al este con el golfo de Panamá y al oeste con el golfo de Montijo., que la separa de la península de Las Palmas, en Veraguas
| Noroeste: Veraguas       | Norte: Veraguas y Coclé | Noreste: Coclé y Golfo de Parita |
| Oeste: Golfo de Montijo  |                         | Este: Golfo de Panamá            |
| Suroeste Océano Pacífico | Sur: Océano Pacífico    | Sureste: Océano Pacífico         |

### Clima
De acuerdo con la clasificación climática Köppen, tiene un clima tropical de sabanas Aw. En las costas y tierras bajas se encuentra el bosque seco o selva tropófila, altamente intervenida y alternada con extensas sabanas. En áreas como Canajagua, El Montuoso y Cerro Hoya se presenta el clima tropical húmedo modificado por la altitud
Generalmente se distinguen dos estaciones, la seca y la lluviosa. La primera de ellas se extiende desde finales de noviembre hasta inicios de mayo, y la segunda, desde mayo hasta noviembre, con menor intensidad que en el resto del país. La costa oriental de la península de Azuero es la región más seca de Panamá y suele sufrir prolongadas sequías
| Parámetros climáticos promedio de Los Santos | Parámetros climáticos promedio de Los Santos | Parámetros climáticos promedio de Los Santos | Parámetros climáticos promedio de Los Santos | Parámetros climáticos promedio de Los Santos | Parámetros climáticos promedio de Los Santos | Parámetros climáticos promedio de Los Santos | Parámetros climáticos promedio de Los Santos | Parámetros climáticos promedio de Los Santos | Parámetros climáticos promedio de Los Santos | Parámetros climáticos promedio de Los Santos | Parámetros climáticos promedio de Los Santos | Parámetros climáticos promedio de Los Santos | Parámetros climáticos promedio de Los Santos |
| Mes                                          | Ene.                                         | Feb.                                         | Mar.                                         | Abr.                                         | May.                                         | Jun.                                         | Jul.                                         | Ago.                                         | Sep.                                         | Oct.                                         | Nov.                                         | Dic.                                         | Anual                                        |
| -------------------------------------------- | -------------------------------------------- | -------------------------------------------- | -------------------------------------------- | -------------------------------------------- | -------------------------------------------- | -------------------------------------------- | -------------------------------------------- | -------------------------------------------- | -------------------------------------------- | -------------------------------------------- | -------------------------------------------- | -------------------------------------------- | -------------------------------------------- |
| Temp. máx. media (°C)                        | 33.6                                         | 34.1                                         | 34.8                                         | 35.4                                         | 35.4                                         | 34.4                                         | 34.0                                         | 34.3                                         | 34.0                                         | 33.8                                         | 33.5                                         | 33.3                                         | 35.4                                         |
| Temp. mín. media (°C)                        | 18.8                                         | 19.2                                         | 19.9                                         | 21.0                                         | 22.0                                         | 21.7                                         | 21.1                                         | 21.2                                         | 21.0                                         | 21.2                                         | 20.5                                         | 19.7                                         | 19.2                                         |
| Precipitación total (mm)                     | 12.1                                         | 0.7                                          | 3.7                                          | 21.1                                         | 111.2                                        | 137.3                                        | 96.6                                         | 123.2                                        | 161.6                                        | 224.8                                        | 126.9                                        | 46.6                                         | 1053.7                                       |
| Fuente: Empresa de Transmisión Eléctrica, SA |                                              |                                              |                                              |                                              |                                              |                                              |                                              |                                              |                                              |                                              |                                              |                                              |                                              |

### Flora y Fauna

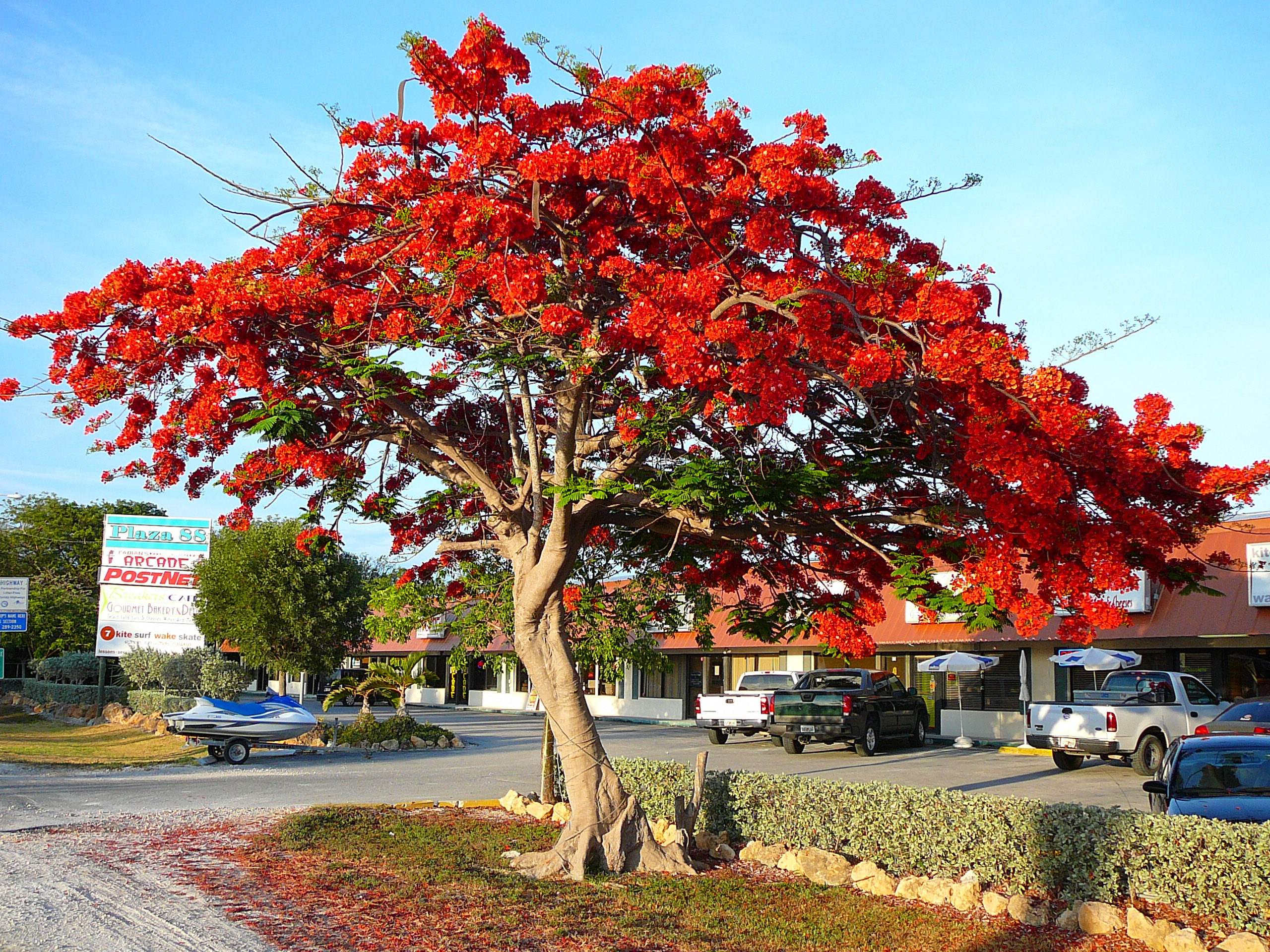
Acacia roja.

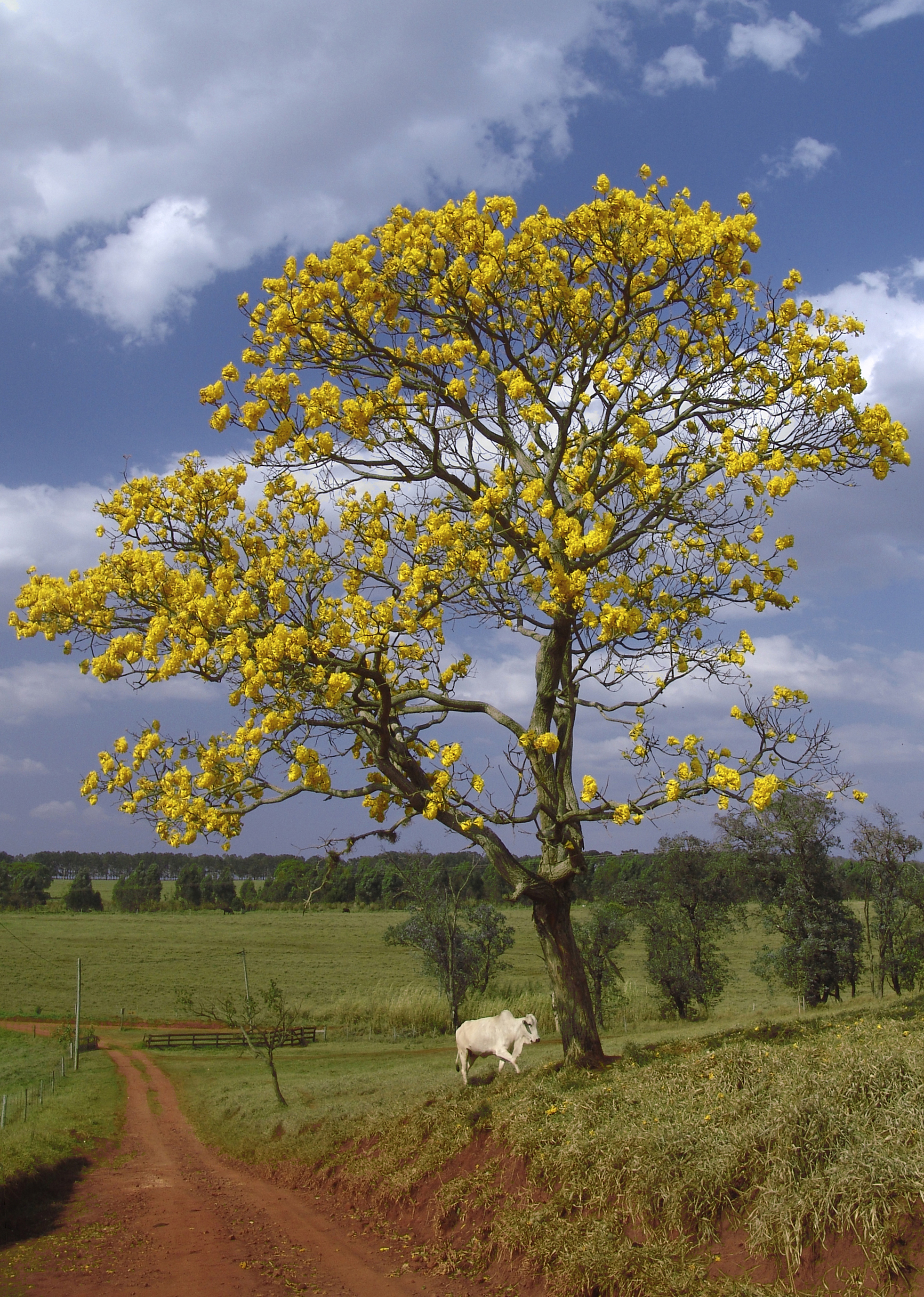
Guayacán en flor.

Las especies forestales más comunes en el área protegida son la caoba (Swietenia macrophylla), el espavé o carnanzuelo (Anacardium excelsum), el guayacán (Tabebuia guayacan), el roble (Tabebuia rosea), el cedro espino (Banbacopsis quintatum), la ceiba (Ceiba pentandra) el barrigón (Pseudobombax septenatum), así como toda la flora característica del bosque húmedo tropical.  En los bosques secos, sabanas y potreros de tierras bajas predominan los matorrales y plantas estacionales de porte herbáceo, alternadas con árboles dispersos de corotú (Enterolobium cyclocarpum) aromo (Prosopis juliflora), carate (Bursera simaruba), jobos y ciruelas (Spondias spp).  En el litoral son frecuentes los manglares y en la vegetación de playa es posible encontrar algunas cactáceas y piñuelas y árboles de agallo o agallito (Caesalpinia coriaria).
Una rica fauna compuesta de aves, mamíferos, reptiles, anfibios, mariposas, entre ellos, el venado cola blanca, conejo pintado, saíno, felinos, ñeque, pavón, águila crestada, perdiz de arca, perdiz común (Colinus cristatus) titibúas (Leptotila verreauxi), tortolitas (Columbina talpacoti), perico carato, guacamaya roja (Ara macao) y verde, torcaza, jaguar, manigordo (Leopardus pardalis), pava crestada, tinamús chico y grande y paisana, pueden encontrarse en el PNCH.
Entre la fauna silvestre de valor cinegético en el área del montoso se encuentran especies como: venado corzo (Mazama americana), ñeque (Dasyprocta punctata), venado cola blanca (Odocoileus virginianus), conejo pintado (Agouti paca), paisana (Ortalis cinereiceps) y pavón (Crax rubra). Todas ellas se encuentran protegidas por las leyes panameñas de vida silvestre. Se han censado más de 95 especies de aves, entre ellas la amenazada guacamaya roja (Ara macao); perico pintado (Pyrrhura picta) del sur de Azuero, el enorme gallinazo rey (Sarcoramphus papa), el águila pescadora (Pandion haliaetus) y gavilán manglero (buteogallus subtilis).
Los manglares del golfo de Parita poseen las colonias más grandes de tierra firme panameña de aves acuáticas, incluyendo garzas, bocachos, ibises, cormoranes y patos nativos. En el Parque Nacional Sarigua se pueden encontrar mamíferos como el gato de agua (Lutra anectens), el gato conchero (Procyon cancrivoras), el micho de cerro (Urocyon cinereoargenteus), el armadillo (Dasipus novencinctus); entre las aves, se encuentran la torcaza común (Columba cayanensis), la torcaza collajera (Columba leucocephala) y reptiles como la iguana negra (Ctenosaura similis), la iguana verde (Iguana iguana), boas (Constrictor constrictor) y lagartos (Ojigordo Crocodilus fuscus).

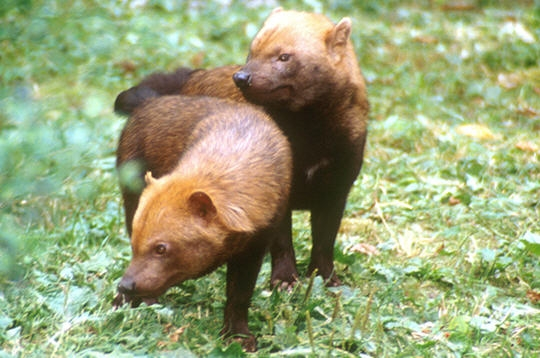
Perro de Monte (Speothos venaticus) en peligro de extinción en Azuero
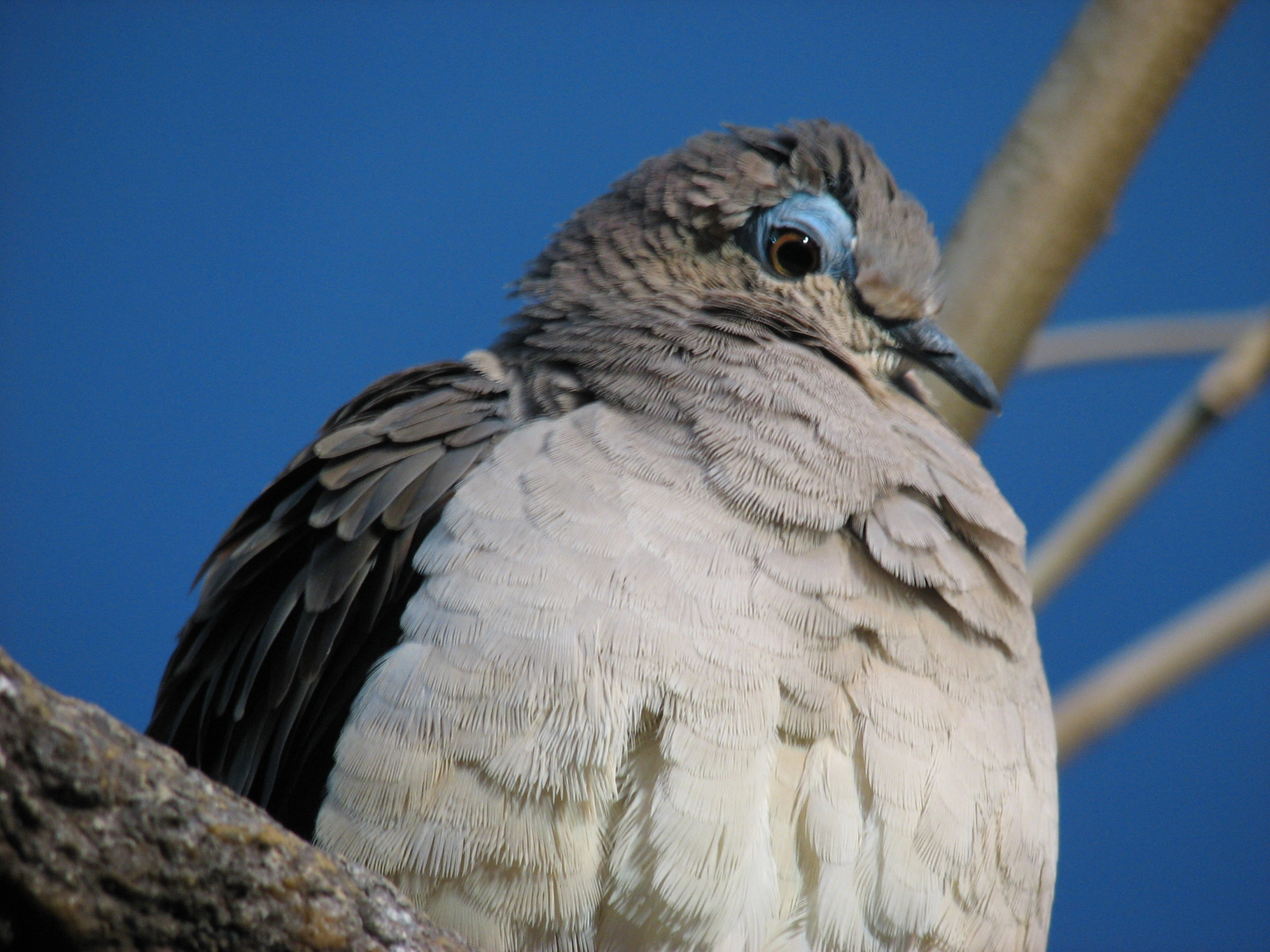
Paloma Titibú
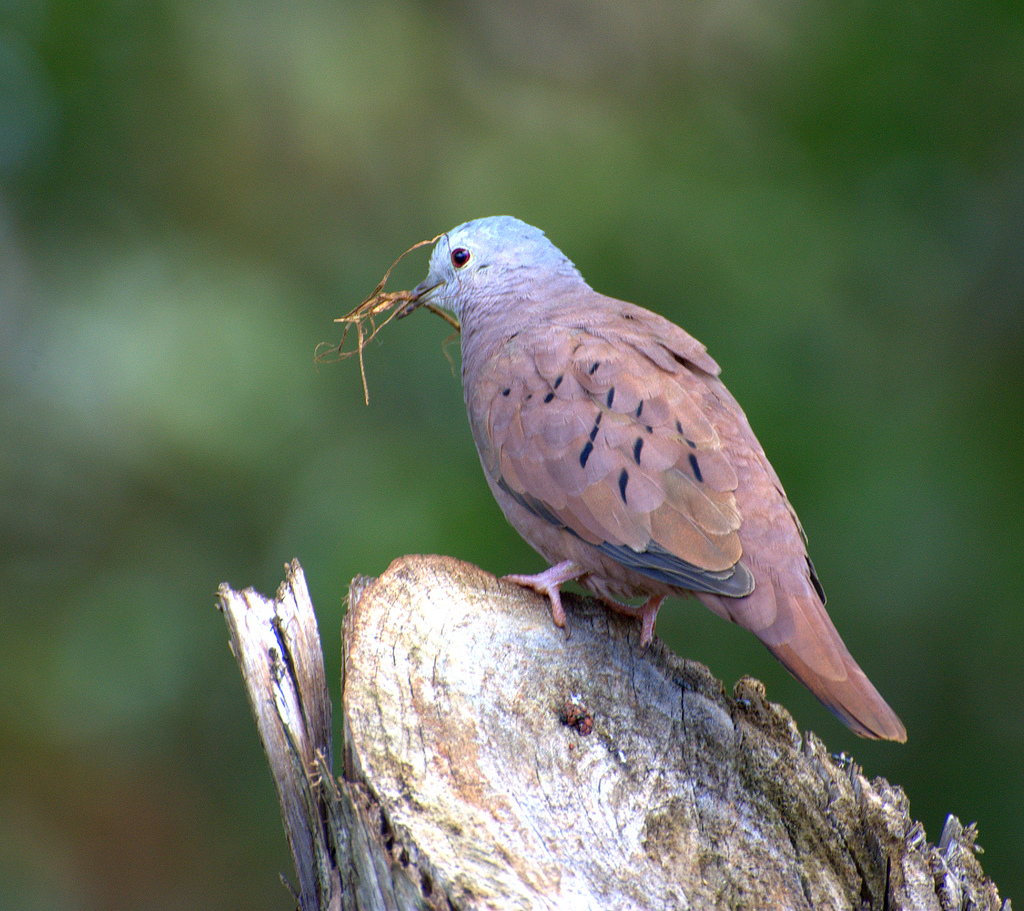
Tortolita
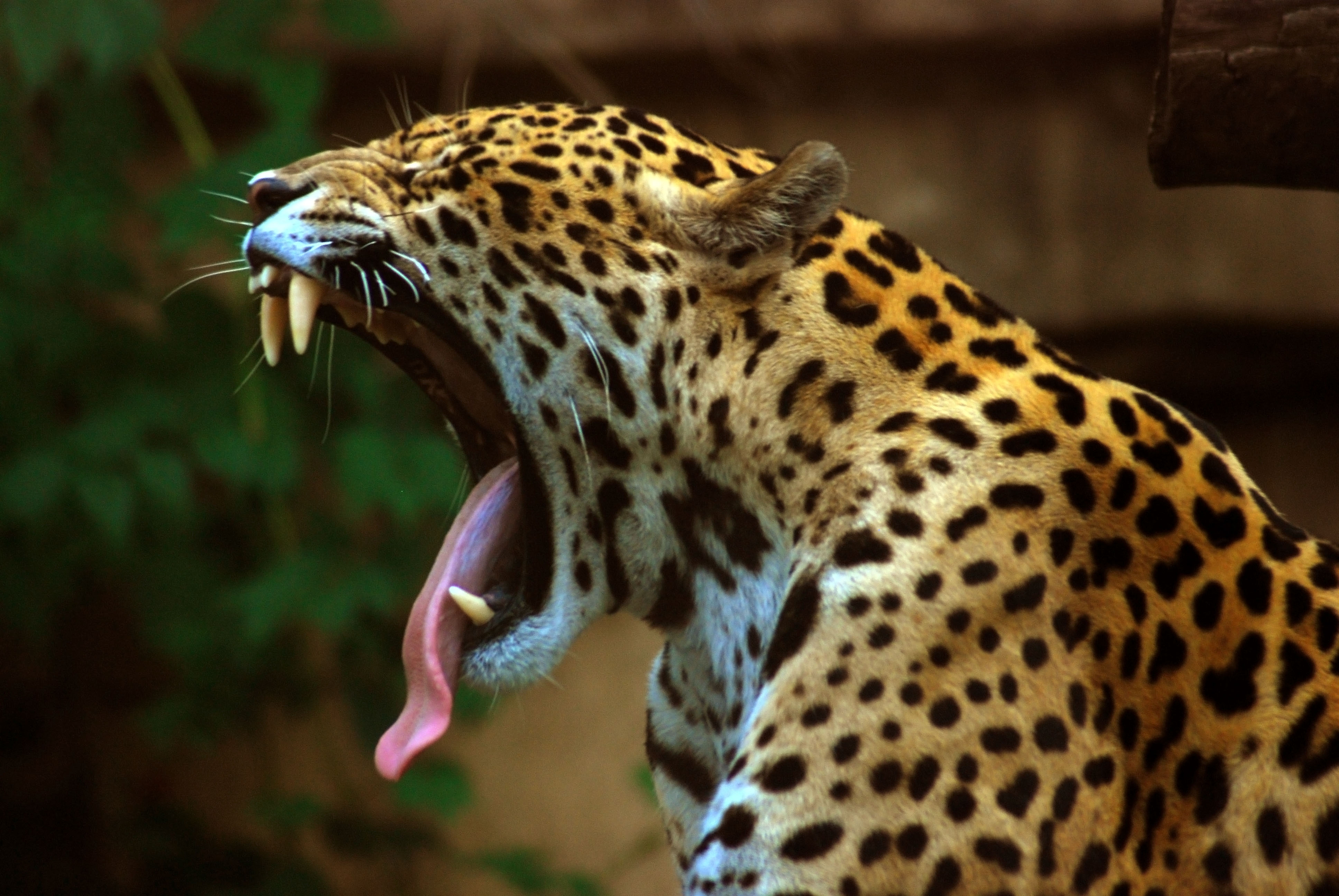
Jaguar

### Parques nacionales y áreas protegidas
Azuero dispone de un gran número de espacios naturales y ecosistemas de gran singularidad y valor ambiental. Su importancia y la necesidad de hacer compatible la conservación de sus valores y su aprovechamiento económico, han fomentado la protección y ordenación de los paisajes y ecosistemas más representativos del territorio azuerense.
Dentro de la lista de Áreas Protegidas que conforman el SINAP, se puede mencionar:
Reserva Forestal La Tronosa: localizada a unos 5 kilómetros de la población de Tonosí con una superficie de 20,579 ha. Esta área protegida pertenece al macizo montañoso de Azuero, donde sobresale el Cerro La Tronosa. Los bosques quedan en la cima de la cordillera y son característicos del bosque húmedo tropical. El régimen de lluvias en esta región va de mayo a diciembre y con un periodo seco que va de enero a abril. La precipitación está en el orden de los 2.000 a 2.500 mm anuales y temperaturas que van de los 26 a los 30 °C.
El sistema de áreas protegidas en Azuero, también cuenta con otras áreas protegidas, a mencionar: Área de Reserva Forestal Cerro Camarón y Cerro Pedregoso, Área de Uso Múltiple Ciénega de las Macanas, Área Protegida Zona de Litoral del Corregimiento de El Espinal y Área Protegida Zona Litoral del Corregimiento de La Enea, Bosque Comunal El Colmón en Macaracas, Parque Nacional Sarigua, Refugio de Vida Silvestre El Peñón de Los Pozos, refugio de Vida Silvestre Isla Cañas, Refugio de Vida Silvestre Isla Iguana, Refugio de Vida Silvestre La Ciénega de El Mangle, Refugio de Vida Silvestre Pablo Arturo Barrios, Refugio de Vida Silvestre Peñón de La Honda, Reserva de Producción de Agua Cerro Borrola, Reserva Forestal Tonosí y la Reserva Forestal, Animal, Fluvial o Parque Nacional Cerro Canajagua.